# Aeroportul Woodie Woodie
Aeroportul Woodie Woodie (IATA: WWI, ICAO: YWWI) este un aeroport din Australia de Vest, Australia.
Situat la o altitudine de 282 m, aeroportul dispune de o singură pistă.